# Viktor Dyk
Viktor Dyk (født 31. december 1877 i Pšovka u Mělníka, død 14. maj 1931 i Lopud) var en tjekkisk forfatter, dramatiker og politiker.